# Yuliya Smychkova
Yuliya Smychkova –en bielorruso, Юлія Смычкова– (31 de julio de 1983) es una deportista bielorrusa que compitió en taekwondo. Ganó una medalla de bronce en el Campeonato Europeo de Taekwondo, en la categoría de –55 kg.

## Palmarés internacional
| Campeonato Europeo | Campeonato Europeo | Campeonato Europeo | Campeonato Europeo |
| Año                | Lugar              | Medalla            | Categoría          |
| ------------------ | ------------------ | ------------------ | ------------------ |
| 2008               | Roma (Italia)      | Medalla de bronce  | –55 kg             |